# Here Come the Aliens
Here Come the Aliens è il quattordicesimo album in studio di Kim Wilde, pubblicato nel marzo 2018 a cinque anni di distanza dal precedente Wilde Winter Songbook.
In Gran Bretagna è stato il primo album negli ultimi venticinque anni ad entrare in classifica, raggiungendo la ventunesima posizione. Un'edizione deluxe del disco viene pubblicata ad ottobre 2018.

## Tracce
1. "1969" (Kim Wilde / Ricky Wilde) - 4:04
2. "Pop Don't Stop" (K. Wilde / R. Wilde / Scarlett Wilde) - 3:50
3. "Kandy Krush" (Anders Wikström, Frederick Thomander, K. Wilde, R. Wilde) - 3:15
4. "Stereo Shot" (R. Wilde / S. Wilde) - 3:39
5. "Yours Til the End" (Neil Jones / R. Wilde) - 4:35
6. "Solstice" (K. Wilde / R. Wilde / S. Wilde) - 5:23
7. "Addicted to You" (R. Wilde / Roxanne Wilde / Sean J. Vincent) - 3:44
8. "Birthday" (R. Wilde / S. Wilde / Shane Lee) - 3:38
9. "Cyber Nation War" (K. Wilde / R. Wilde) - 4:55
10. "Different Story" (Wikström, Thomander, K. Wilde) - 3:41
11. "Rock the Paradiso" (K. Wilde / R. Wilde / S. Wilde) - 3:45
12. "Rosetta" (K. Wilde / R. Wilde) - 4:46

## Formazione
- Kim Wilde - Lead vocals
- Ricky Wilde - Producer, Keyboards, Guitar, Backing vocals, Mixer
- Neil Jones - Guitar
- Paul Cooper - Bass
- Jonathan Atkinson - Drums
- Scarlett Wilde - Backing vocals, album artwork
- Hal Fowler - Voice over vocals on "1969"
- Frida Sundemo - Guest vocals on "Rosetta"